# 舒格特里 (密蘇里州)
舒格特里（英語：Sugartree）是位於美國密蘇里州卡羅爾縣的非建制地區。

## 歷史
舒格特里的郵局於1884年設立，其後於1905年停運。

## 地理
舒格特里所處的海拔為高於海平面205米（即673英呎），而該地所採用的時區為UTC-6，即北美中部時區（CST）。同時該地設有夏令時間，為UTC-6調快一小時，即UTC-5（CDT）。